# Mórfou
Mórfou är en ort i Cypern.   Den ligger i distriktet Eparchía Lefkosías, i den centrala delen av landet, 30 km väster om huvudstaden Nicosia. Mórfou ligger 48 meter över havet och antalet invånare är 14 833. Den ligger på ön Cypern.
Terrängen runt Mórfou är platt åt sydväst, men åt nordost är den kuperad. Trakten runt Mórfou är ganska tätbefolkad, med 90 invånare per kvadratkilometer. Mórfou är det största samhället i trakten. Trakten runt Mórfou består till största delen av jordbruksmark.